# Have a Nice Death
Have a Nice Death est un jeu vidéo de genre action-plates-formes aux mécaniques roguelike développé par Magic Design Studios et publié par Gearbox Software. Il est sorti le 22 mars 2023 sur la plateforme Steam et Nintendo Switch.

## Description du jeu
Have a Nice Death est un jeu d'action mettant en scène la personnification de la Mort, PDG de Death Incorporated, entreprise ayant pour but de faire passer les humains dans l'Au-delà. La Mort est confrontée à l'insubordination d'une partie de ses cadres dirigeants qui cherchent à lui causer un syndrome d'épuisement professionnel et l'empêcher de partir en congés. Le système de jeu se compose d'une boucle de gameplay basée sur l'exploration d'étages représentant les afflictions mortelles infligées aux vivants (malnutrition, guerre, maladie ...) et d'améliorations permanentes déblocables dans le hub de départ. Lors de l'exploration, le joueur peut trouver diverses armes blanches, armes à feu et sortilèges dont il peut s'équiper et d'améliorations lui octroyant diverses capacités passives et/ou actives. 
Le jeu se déroule dans une entreprise multinationale dont les employés oscillent entre insubordination, bore-out et burn-out. On y retrouve les stéréotypes en entreprise tels que des références aux séries Caméra Café, The Office ou encore C'est pas sorcier. La construction du monde emprunte à Hades de Supergiant Games en proposant une narration entre les parties étoffant les relations entre les personnages.
Les Fléaux, cadres dirigeants de la société, dévastent la Terre causant une vague de morts noyant Death Incorporated et la Mort dans les documents administratifs. Le but du jeu est de les vaincre afin de les forcer à respecter le protocole de Death Incorporated et offrir des vacances sur une Île déserte à la Faucheuse.

## Développement
Le jeu est développé par Magic Design Studios, fondé en 2015 à Montpellier par d'anciens développeurs d'Ubisoft ayant travaillé entre autres sur les séries Rayman, Lapins crétins ou Prince of Persia,. Le studio réfléchit en 2020, après la sortie de Unruly Heroes, à un nouveau jeu alors que débute le confinement en raison de la pandémie de Covid-19 et apparaissent les premiers signes de la future guerre russo-ukrainienne. Ubisoft et l'industrie du jeu vidéo sont régulièrement pointées du doigt pour ses pratiques managériales et son utilisation du système de crunchs. Ces éléments ont inspiré l'équipe de Magic Design Studios pour la conception de l'histoire du jeu. 
Have a Nice Death est annoncé lors de la cérémonie des The Game Awards 2021 avec un premier trailer entièrement animé et doublé. 
Disponible en accès anticipé le 8 mars 2022 sur Steam, Have a Nice Death est publié en version 1.0 le 22 mars 2023 sur la Steam et Nintendo Switch.

### Autour du jeu
Have a Nice Death est accompagné du 16 novembre 2022 jusqu'à sa sortie par 18 bande dessinées parodiques dessinées par Anthony Wheeler et publiées chaque semaine,.

### Bande son

#### Musique
La bande son du jeu, composée de 40 titres, est réalisée par Alexis Laugier (18 titres), Caisheng Bo (6 titres) et Yann Cleophas (16 titres). Elle contient les musiques des niveaux du jeu, du hub de départ et des zones intermédiaires. La bande son est publiée lors de la sortie du jeu simultanément sur Deezer, Spotify, YouTube et à l'achat sur Steam.

##### Liste des pistes
| Have a Nice Death (Original Game Soundtrack) | Have a Nice Death (Original Game Soundtrack) | Have a Nice Death (Original Game Soundtrack) | Have a Nice Death (Original Game Soundtrack) | Have a Nice Death (Original Game Soundtrack) | Have a Nice Death (Original Game Soundtrack) | Have a Nice Death (Original Game Soundtrack) | Have a Nice Death (Original Game Soundtrack) | Have a Nice Death (Original Game Soundtrack) | Have a Nice Death (Original Game Soundtrack) |
| No                                           | Titre                                        | Auteur                                       | Durée                                        |                                              |                                              |                                              |                                              |                                              |                                              |
| -------------------------------------------- | -------------------------------------------- | -------------------------------------------- | -------------------------------------------- | -------------------------------------------- | -------------------------------------------- | -------------------------------------------- | -------------------------------------------- | -------------------------------------------- | -------------------------------------------- |
| 1.                                           | Welcome to the Afterlife                     | Alexis Laugier                               | 1:45                                         |                                              |                                              |                                              |                                              |                                              |                                              |
| 2.                                           | Once Upon a Death                            | Alexis Laugier                               | 2:21                                         |                                              |                                              |                                              |                                              |                                              |                                              |
| 3.                                           | Ceo’s Office                                 | Alexis Laugier                               | 2:02                                         |                                              |                                              |                                              |                                              |                                              |                                              |
| 4.                                           | Muzak, Sweet Muzak                           | Yann Cleophas                                | 1:27                                         |                                              |                                              |                                              |                                              |                                              |                                              |
| 5.                                           | Hall of Eternity                             | Alexis Laugier                               | 4:27                                         |                                              |                                              |                                              |                                              |                                              |                                              |
| 6.                                           | My First Thanager Meeting                    | Alexis Laugier                               | 1:38                                         |                                              |                                              |                                              |                                              |                                              |                                              |
| 7.                                           | Mutant Quantum Aberration                    | Alexis Laugier                               | 1:17                                         |                                              |                                              |                                              |                                              |                                              |                                              |
| 8.                                           | Brad in Shape                                | Alexis Laugier                               | 2:46                                         |                                              |                                              |                                              |                                              |                                              |                                              |
| 9.                                           | Head of Security Gargoyle                    | Alexis Laugier                               | 2:04                                         |                                              |                                              |                                              |                                              |                                              |                                              |
| 10.                                          | Koffee Break                                 | Yann Cleophas                                | 0:59                                         |                                              |                                              |                                              |                                              |                                              |                                              |
| 11.                                          | Pollution Section                            | Yann Cleophas                                | 5:17                                         |                                              |                                              |                                              |                                              |                                              |                                              |
| 12.                                          | Polluted Thanager!                           | Yann Cleophas                                | 1:53                                         |                                              |                                              |                                              |                                              |                                              |                                              |
| 13.                                          | Chill at Mark’s                              | Yann Cleophas                                | 0:58                                         |                                              |                                              |                                              |                                              |                                              |                                              |
| 14.                                          | Grimes, Pollution-Made Man                   | Yann Cleophas                                | 2:04                                         |                                              |                                              |                                              |                                              |                                              |                                              |
| 15.                                          | Disease Division                             | Caisheng Bo                                  | 4:33                                         |                                              |                                              |                                              |                                              |                                              |                                              |
| 16.                                          | Gutted Menace!                               | Caisheng Bo                                  | 1:10                                         |                                              |                                              |                                              |                                              |                                              |                                              |
| 17.                                          | Control Room Potentate                       | Yann Cleophas                                | 1:16                                         |                                              |                                              |                                              |                                              |                                              |                                              |
| 18.                                          | Krank, Contagion Capitalist                  | Caisheng Bo                                  | 1:30                                         |                                              |                                              |                                              |                                              |                                              |                                              |
| 19.                                          | Addictions Affairs                           | Caisheng Bo                                  | 4:11                                         |                                              |                                              |                                              |                                              |                                              |                                              |
| 20.                                          | Heisengerg, Dealer Doctor                    | Caisheng Bo                                  | 1:28                                         |                                              |                                              |                                              |                                              |                                              |                                              |
| 21.                                          | Maxxx, Addicted to Violence                  | Caisheng Bo                                  | 2:56                                         |                                              |                                              |                                              |                                              |                                              |                                              |
| 22.                                          | Warfare Ward                                 | Alexis Laugier                               | 3:20                                         |                                              |                                              |                                              |                                              |                                              |                                              |
| 23.                                          | Tactical Living Weapon                       | Alexis Laugier                               | 1:46                                         |                                              |                                              |                                              |                                              |                                              |                                              |
| 24.                                          | Major Warren Pliskhan                        | Alexis Laugier                               | 2:30                                         |                                              |                                              |                                              |                                              |                                              |                                              |
| 25.                                          | Toxic Food Processing                        | Alexis Laugier                               | 4:06                                         |                                              |                                              |                                              |                                              |                                              |                                              |
| 26.                                          | Intestinal Wrestling                         | Alexis Laugier                               | 1:15                                         |                                              |                                              |                                              |                                              |                                              |                                              |
| 27.                                          | Waldo, at Your Service!                      | Alexis Laugier                               | 1:15                                         |                                              |                                              |                                              |                                              |                                              |                                              |
| 28.                                          | Natural Disasters                            | Yann Cleophas                                | 3:52                                         |                                              |                                              |                                              |                                              |                                              |                                              |
| 29.                                          | Ready for Devastation                        | Yann Cleophas                                | 1:16                                         |                                              |                                              |                                              |                                              |                                              |                                              |
| 30.                                          | Ms Imamura, Cataclysm Lady                   | Yann Cleophas                                | 2:30                                         |                                              |                                              |                                              |                                              |                                              |                                              |
| 31.                                          | Inevitable Time                              | Yann Cleophas                                | 4:08                                         |                                              |                                              |                                              |                                              |                                              |                                              |
| 32.                                          | Bridget, Brigitte and Mary-Bridget           | Yann Cleophas                                | 1:17                                         |                                              |                                              |                                              |                                              |                                              |                                              |
| 33.                                          | It’s About Time                              | Yann Cleophas                                | 2:21                                         |                                              |                                              |                                              |                                              |                                              |                                              |
| 34.                                          | A Matter of Life and Death                   | Alexis Laugier                               | 3:10                                         |                                              |                                              |                                              |                                              |                                              |                                              |
| 35.                                          | Have a Nice Team!                            | Yann Cleophas                                | 1:59                                         |                                              |                                              |                                              |                                              |                                              |                                              |
| 36.                                          | Ceo’s Office (Halloween Remix)               | Alexis Laugier, Julien Koechlin              | 2:01                                         |                                              |                                              |                                              |                                              |                                              |                                              |
| 37.                                          | Koffee Break (Halloween Remix)               | Yann Cleophas, Julien Koechlin               | 1:09                                         |                                              |                                              |                                              |                                              |                                              |                                              |
| 38.                                          | Ceo’s Office (Christmas Remix)               | Alexis Laugier                               | 2:04                                         |                                              |                                              |                                              |                                              |                                              |                                              |
| 39.                                          | Koffee Break (Christmas Remix)               | Yann Cleophas                                | 1:00                                         |                                              |                                              |                                              |                                              |                                              |                                              |
| 40.                                          | Back from the Beach (Bonus Track)            | Alexis Laugier                               | 1:17                                         |                                              |                                              |                                              |                                              |                                              |                                              |
| 01h30m18s                                    |                                              |                                              |                                              |                                              |                                              |                                              |                                              |                                              |                                              |

#### Doublage
Le jeu est doublé en français et en anglais par le studio Montpelliérain Audio Workshop. 

## Réception
Have a Nice Death est un succès critique notamment grâce à un gameplay dynamique et un design graphique très agréable. Les testeurs apprécient la variété d'armes et de sorts proposés, rendant chaque partie unique. Le gameplay dynamique pendant une partie rappelle Hollow Knight. Jeuxvideo.com et Gamekult soulignent le travail graphique et narratif tout en mentionnant le caractère répétitif du level design et la difficulté trop prononcée,. Olivier Bénis de l'émission La faute aux jeux vidéo sur Radio France admire le travail visuel, le traitement loufoque et cynique de la mort et du monde du travail, et note également les ressemblances de l'univers graphique avec celui de Tim Burton.